# Komatsu Mining

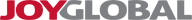
Логотип до 2017 року

Komatsu Mining (до квітня 2017 року: Joy Global) — американський виробник гірничого обладнання. За власною інформацією, компанія є найбільшим у світі виробником вантажно-транспортних машин для вугілля та солі.

## Історія
У 1884 році Генрі Гарнішфегер та Алонзо Пейлінг заснували компанію P&H Mining. У 1919 році Джозеф Френсіс Джой заснував Joy Mining Machinery. В 1994 році Harnischfeger Industries придбала Joy Mining Machinery. Під час азійської кризи 1997 р. Harnischfeger Industries довелося подати заяву про банкрутство відповідно до глави 11 Кодексу США про банкрутство. Компанією-наступницею була названа Joy Global. В 2011 році її купила за 1,1 млрд доларів США компанія LeTourneau.
У 2016 році Komatsu оголосила, що придбає Joy Global. Придбання було завершено в квітні 2017 року. Після придбання компанія була перейменована на Komatsu Mining Corp. і знята з біржі.